# 可变压缩比

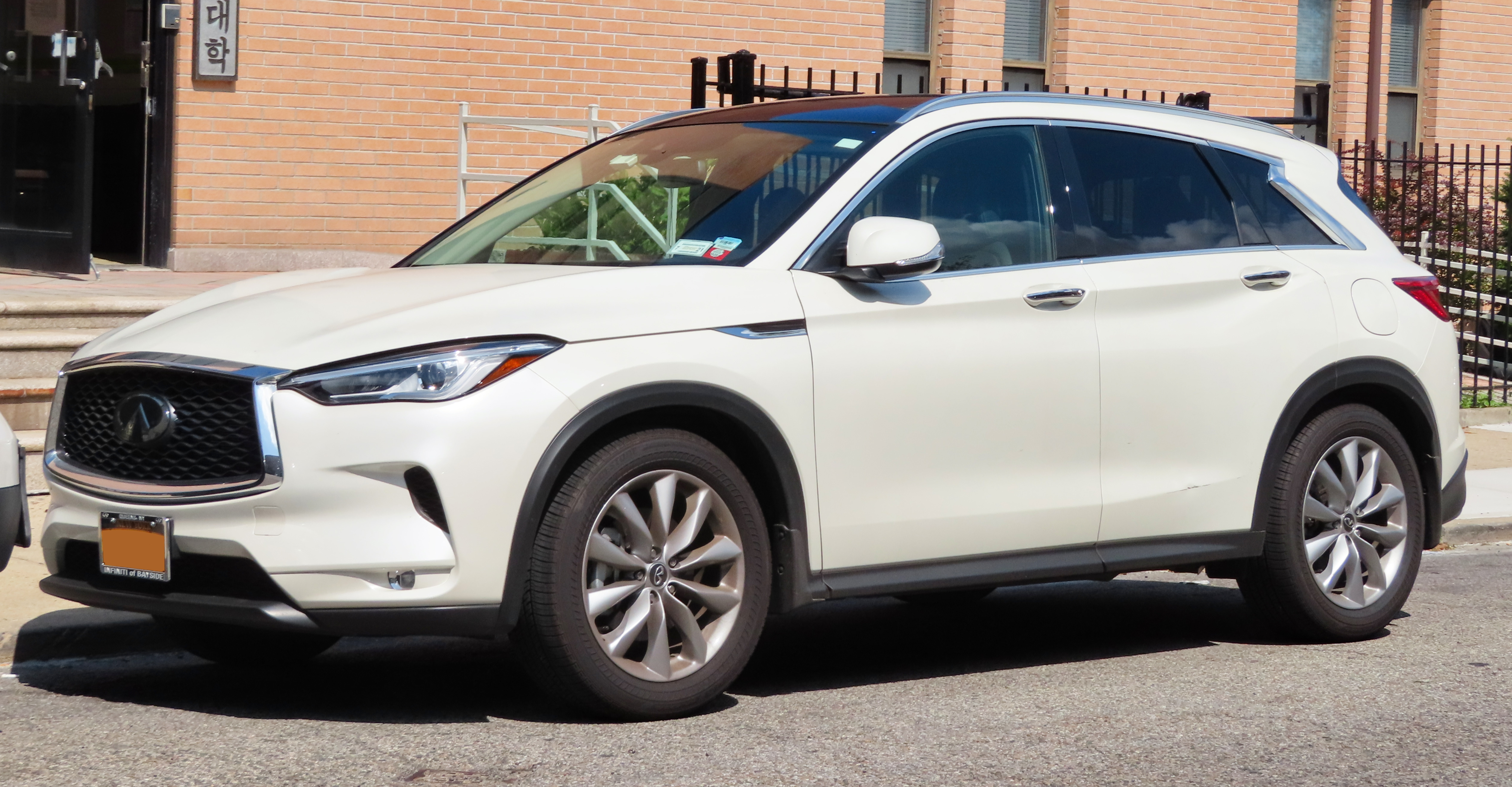
一辆 2019 款英菲尼迪 QX50 AWD

可变压缩比（Variable compression ratio）是一种动态调整内燃机压缩比的技术。在不同的负载情况下可变压缩比可以提高燃料效率。高负载时需要较低的压缩比，而低负载需要高的压缩比。

## 外部资料
- 可变压缩比发动机